# Friedrich-von-Alberti-Preis
Der Friedrich von Alberti Preis der Paläontologischen Gesellschaft und den Hohenloher Muschelkalkwerken wird im Wechsel an Amateur- und Fachpaläontologen für hervorragende Leistungen in der Paläontologie verliehen. Er ist nach Friedrich von Alberti benannt und mit 10.000 Euro dotiert (Stand 2020). Der Preis wird in der Regel im November in Ingelfingen bei einem Festakt verliehen und wurde zunächst (ab 1998) jährlich, seit 2002 zumeist alle zwei Jahre verliehen.

## Preisträger
- 1998: Jens Lorenz Franzen (Forschungsinstitut Senckenberg)
- 1999: Werner Kugler (Crailsheim, Ausgrabungen im Lettenkeuper)
- 2000: Andreas Braun (Universität Bonn), Günter Schweigert (Staatliches Museum für Naturkunde Stuttgart)
- 2001: Hans H. Stühmer (Helgoland)
- 2002: Léa Grauvogel-Stamm, Jean-Claude Gall (beide Universität Straßburg für Erforschung der Fossillagerstätten im Voltziensandstein des Trias der Vogesen)
- 2004: Dieter Heinrich Grüll (Germersheim, Tertiär des Mainzer Beckens)
- 2006: Ronny Rößler (Museum für Naturkunde Chemnitz, Flora des Perm in Sachsen)
- 2008: Manfred Kutscher (Sassnitz)
- 2010: Rainer Schoch (Staatliches Museum für Naturkunde Stuttgart)
- 2012: Wolfgang Sippel (Ennepetal)
- 2014: Andreas Kroh (Naturhistorisches Museum Wien) und Jörn Peckmann (Universität Wien)
- 2016: Manfred Schulz (Großenlüder, Muschelkalk Thüringen, Hessen, besonders Krebse), Monika Rothgänger (Regensburg, Lagerstätte Brunn, Solnhofener Plattenkalk)
- 2018: Michael Krings (München) und Rudolf Stockar (Schweiz)
- 2020: Robert Noll (Tiefenthal) und Volker Dietze (Nördlingen)
- 2023: Christian Klug (Zürich)[1]